# Тулио Коста
Ту́лио Умбе́рто Пере́йра да Ко́ста (порт.-браз. Túlio Humberto Pereira da Costa; 2 июня 1969, Гояния, Гояс), также известный как Тулио Марави́лья (порт.-браз. Túlio Maravilha) — бразильский футболист, нападающий. Выступал за сборную Бразилии. Единственный футболист, становившийся лучшим бомбардиром всех трёх бразильских дивизионов. Являлся членом муниципального собрания Гоянии, принадлежит к ПБДД.

## Карьера
Тулио выступал за множество бразильских команд. Также выступал в Европе за «Сьон» и «Уйпешт», в Боливии за «Хорхе Вильстерманн» и Саудовской Аравии за «Аль-Шабаб».
В 1994 году Тулио стал игроком клуба «Ботафого». В дебютной игре с клубом «Американо » он сделал хет-трик, за что и получил своё прозвище «Маравилья», которым его называли до конца карьеры. В первый же год Тулио стал лучшим бомбардиром чемпионата штата Рио-де-Жанейро и чемпионата Бразилии. А через год повторил эти достижения.
В 1996 году Тулио перешёл в «Коринтианс». Но несмотря на то, что у него был самый большой в команде контракт, футболист чаще выходил на поле со скамьи запасных. Из-за того, что ему не доверял главный тренер команды, Нелсиньо, форвард решил покинуть клуб. Он перешёл в «Виторию», из-за того, что у обеих команд спонсором была компания Banco Excel. Всего за «Коринтианс» Тулио провёл 23 матча и забил 7 голов.
В составе «Ботафого» Тулио выиграл чемпионат Бразилии в 1995 году и турнир Рио-Сан-Паулу в 1998 году. В 2006 году по опросу журнала Placar Тулио вошёл в состав сборной «Ботафого» всех времён.
В 1999 году Тулио перешёл в клуб «Крузейро», где дебютировал 29 мая в матче с «Вила-Новой» (2:2). В этой же встрече забил первый мяч за клуб. Проведя 7 матчей (6 официальных) и забив 4 гола покинул команду. Последней игрой нападающего в футболке «Крузейро» стала встреча с «Интернасьоналом» (0:2) 17 июля.
В 2008 году Тулио баллотировался в члены совета Гоянии. При этом в декларации об активах он указал свой капитал в один реал, а также отсутствие автомобилей и недвижимости.
В 2014 году Тулио играл за клуб «Араша», где забил, по собственным подсчётам, 1000-й гол, однако, нет никаких официальных записей о 1000 голах, которые игрок забил на протяжении всей своей карьеры. В 2015 году Тулио стал игроком клуба «Табоан-да-Серра», выступавшем в Серии А3 чемпионата штата Сан-Паулу. Нападающий сыграл за команду два матча и забил один гол с пенальти.

## Достижения

### Командные
- Чемпион штата Гоияс: 1989, 1990, 1991, 2001
- Чемпион Швейцарии: 1992
- Чемпион Бразилии: 1995
- Чемпион штата Сан-Паулу: 1997
- Обладатель Победитель турнира Рио-Сан-Паулу: 1998
- Суперкубка Южной Америки: 1998
- Обладатель Кубка Венгрии: 2002
- Обладатель Кубка Гуанабара: 2005

### Личные
- Лучший бомбардир чемпионата Бразилии: 1989 (11 голов), 1994 (19 голов), 1995 (23 гола)
- Обладатель «Серебряного мяча» Бразилии: 1989, 1991, 1995
- Лучший бомбардир чемпионата штата Гоияс: 1991 (18 голов), 2001 (16 голов), 2008 (14 голов)
- Лучший бомбардир чемпионата штата Рио-де-Жанейро: 1994 (14 голов), 1995 (27 голов), 2005 (12 голов)
- Лучший бомбардир Серии А2 чемпионата штата Сан-Паулу: 2000 (18 голов)
- Лучший бомбардир серии С чемпионата Бразилии: 2002 (11 голов), 2007 (27 голов)
- Лучший бомбардир третьего дивизиона чемпионата штата Гояс: 2006 (7 голов)
- Лучший бомбардир серии В чемпионата Бразилии: 2008 (24 гола)
- Лучший бомбардир второго дивизиона чемпионата Федерального округа Бразилии: 2009 (7 голов)

## Личная жизнь
Старший сын Тулио, Тулио Умберто Перейра да Коста Фильо, прозванный Тулиньо Маравилья, пытался пойти по стопам отца, но у него не получилось: он играл только в детских командах. Он бросил футбол и стал блогером канала Tulinho Oficial.